# Hornsegen
Hornsegen is een plaats in de Duitse gemeente Großhabersdorf, deelstaat Beieren.